# Gai Lucili
Gai Lucili (Caius Lucilius) (c. 168-102 aC) ha passat a la història de la literatura llatina com a fundador del gènere literari de la sàtira.

## Biografia
Només se sap de manera certa la data i el lloc de la mort de Gai Lucili: va morir a Nàpols l'any 102 aC. Pel que fa a l'any de naixement Jeroni va datar-ho l'any 148 aC, però un seguit d'elements biogràfics del poeta demostren que aquesta datació és insostenible: que fos amic d'Escipió Emilià (nascut l'any 185 aC) amb tanta diferència d'edat, o que participés en la guerra de Numància (134 aC) sent tan jove, o que Horaci l'anomenés senex (Serm. II. 1. 34). Per tant, els estudiosos han decidit datar el seu naixement prop del principi del segle ii aC, sent la proposta més comuna l'any 168 aC.  
Va néixer a Suessa Aurunca, fill d'una rica familia eqüestre. Tot i que alguns dels seus familiars van tenir càrrecs públics i un càrrec senatorial, Lucili va preferir dedicar-se a mantenir les seves propietats al Sur d'Itàlia i Sicília i no dedicar-se activament a la política; va refusar, fins i tot, el càrrec que li van oferir de recaptar impostos a Àsia. Encara que no hi ha notícies segures de la seva educació, és probable que Lucili rebés classes a Roma i després marxés a completar els estudis a Grècia. Possiblement va anar a fer-ho a l'Acadèmia d'Atenes entorn de l'any 135 aC, ja que Clitòmac li va dedicar un llibre. Pocs anys després, al 132 aC, va començar a escriure.
Un cop va tornar a Roma, i gràcies a la seva amistat amb Escipió Emilià, va envoltar-se dels polítics i intel·lectuals més destacats del seu temps. És important destacar que Lucili va poder dur a terme la seva obra satírica per una sèrie de condicions que li van ser favorables: La primera és l'amistat que tenia amb personatges poderosos tal com s'ha esmentat abans; la segona és el poder econòmic de la família que va permetre que Lucili fos el primer poeta romà independent econòmicament parlant, ja que no tenia cap mecenes que li pagués i, per tant, li pogués censurar tot allò que deia. Aquests fets van fer que el poeta pogués criticar amb les seves sàtires tot aquell que cregués convenient, sense importar la seva condició social o la seva posició política. És cert, però, que la seva amistat amb Escipió Emilià potser va influir per criticar a alguns dels seus enemics polítics.
Lucili ha sigut l'únic poeta satíric de la història de la literatura llatina amb aquesta llibertat d'expressió, ja que totes les condicions esmentades no tornaran a repetir-se en tota la història del gènere satíric.

## Obra
Lucili va escriure trenta llibres dels quals només se'n conserven poc més de 1.300 versos. Els estudiosos han fet una hipòtesi de quin seria l'ordre dels llibres a través de la mètrica emprada a les sàtires: dels llibres XXVI al XXIX serien els primers perquè estan escrits en versos iàmbics i trocaics i alguns en dístics elegíacs. Del I al XXI i el XXX seria el segon estadi, ja que s'afegeix l'hexàmetre a les estructures mètriques esmentades. Finalment del XXII al XXV serien els últims, ja que tots estan escrits en hexàmetres. La incorporació de l'hexàmetre a la sàtira és una innovació cabdal de Lucili, ja que pren el vers que era exclusiu de l'èpica i el posa en un context gens èpic com és la sàtira, que no deixa de ser una descripció de la realitat amb una opinió. D'aquesta manera Lucili dona a les seves sàtires un punt més d'ironia i de paròdia que quedarà com a característica de la sàtira que després escriurà Horaci, Juvenal i d'altres.
És important remarcar, però, que en cap dels fragments conservats Lucili anomena a la seva obra com a sàtira, sinó que utilitza altres termes com schedium (1.279 Marx), sermo (970; 1.015-1.016 Marx), ludus (1039-1.040 Marx).

### Temes
Lucili escriu les seves sàtires basant-se sempre en l'experiència personal i en la de la seva ciutat. Així, tot el que escriu és una opinió on critica certs comportaments amb burla i paròdia per tal de fer reflexionar a la gent, sense importar de quina classe social són. Ell mateix afirma que escriu per l'home real, sense importar si és més culte o menys, i per això el vocabulari que empra no és grandiloqüent. Lucili representa l'homo urbanus que es preocupa per la conservació dels antics costums dels romans (mores maiorum).
Escriu sobre temes molt diversos: ridiculitza el vocabulari i l'estil d'altres gèneres i autors com per exemple els tràgics Acci (388 Marx) i Pacuvi (875 Marx); o també ridiculitza el gènere èpic i Enni (27-29 Marx). Però també escriu sobre l'amistat (Ciceró agafarà alguns versos de Lucili quan escriu el De amicitia), critica els filòsofs que especulen i que no parlen de la realitat (515-516 Marx) i menysprea tots aquells soldats que lluiten per les riqueses i no per la glòria de Roma (10 Marx). Lucili, com d'altres autors de l'antiguitat, també té sàtires de tema misogin: censura les dones per cuidar-se massa (264-265 Marx) i per tenir una dèria molt gran de riqueses (682-683 Marx). Per aquestes i d'altres raons diu que el matrimoni és un perill per l'home (678-679 Marx). Arran d'aquesta misogínia, alguns estudiosos han cregut que els passatges eròtics de Lucili (303-304; 305; 306 Marx) són en realitat passatges homoeròtics.
El tema més important a Lucili, però, serà la vida diària dels ciutadans de la ciutat. Il·lustra moltes escenes quotidianes com per exemple gent que discuteix sobre qüestions gramaticals i literàries (366-410 Marx), fets esdevinguts als banquets (221-222; 438-446; 568-569; 1.076-1.077), un viatge (94-148 Marx) o fins i tot escriu sobre la vida comercial a Roma en els mercats (198-199; 1.253 Marx). Però el lloc on descriurà més perfectament la vida del ciutadà romà serà al fòrum, centre de la vida quotidiana (1.228-1.234 Marx).

### Estil
Com s'ha esmentat més a dalt, la major innovació i aportació de Lucili a la sàtira va ser la incorporació de l'hexàmetre. Una de les raons per les quals va escollir aquest metre pot ser la flexibilitat que té per adaptar-se a la narració i al diàleg informal. Entre els seus recursos estilístics destaca l'elisió de monosíl·labs, pronoms i conjuncions amb la qual dona una major fluïdesa a la narració i li dona un to col·loquial. També trenca la norma general de l'hexàmetre èpic d'utilitzar paraules bisíl·labes o trisíl·labes al principi de vers utilitzant paraules monosíl·labes o de quatre a sis síl·labes. Lucili fa servir en les seves sàtires un estil variat segons el seu objectiu: pot passar de l'estil més vulgar al més elevat.

## Llegat
Quan al 102 aC mor Lucili, la seva obra va començar a ser estudiada immediatament primer per amics seus i després per gramàtics que interpretaven la seva obra. D'aquesta manera Lucili va guanyar admiradors i adeptes que van intentar imitar el seu estil d'escriptura. Horaci el va considerar el creador (inventor) de la sàtira tot i que li criticava que no hagués polit més el seu estil i que fos massa desmesurat i violent. Lucili va ser admirat i estudiat fins a l'època flàvia, inclús va ser considerat per alguns el poeta més gran de tots els temps (segons testimonia Quintilià, Inst. X 1, 93-94). Però a partir del segle iii. Gai Lucili només va ser llegit a través d'antologies. Aquest és un dels motius pels quals s'ha perdut la major part d'un gran i important poeta.